# Партия труда Индонезии
Не следует путать с Партией труда (Индонезия)
Па́ртия труда́ Индоне́зии (индон. Partai Buruh Indonesia, PBI) — левая политическая партия Индонезии, существовавшая с 1945 по 1948 годы.

## Индонезийский трудовой фронт
Партия была основана 15 сентября 1945 года как профсоюзная организация, под названием Индонезийский трудовой фронт (индон. Barisan Buruh Indonesia, BBI). На съезде организации, который состоялся 9 ноября того же года, было принято решение о её преобразовании в политическую партию .

## Деятельность в качестве политической партии
Первоначально партией руководили коллаборационисты, работавшие в Департаменте труда во время японской оккупации. Но в 1946 году в Индонезию из Нидерландов вернулся профсоюзный лидер Сетьяджит (индон. Setiadjit), который принял руководство партией и был избран её председателем. После избрания Сетьяджита коллаборационистские элементы потеряли контроль над партией, новому лидеру оказало помощь индонезийское правительство, в частности президент Сукарно, который боялся роста влияния «анархо-синдикалистских тенденций». В партии произошёл раскол, часть её членов поддержала Сетьяджита, другая часть присоединилась к Социалистической партии .
Преобразования Индонезийского трудового фронта в политическую партию не было принято всеми его членами. Часть членов этой организации объявили 31 декабря 1945 года о восстановлении ИТФ под новым названием Gasbi .
В мае 1946 года партия вступила в проправительственный блок Konsentrasi Nasional . В октябре того же года правительство было расширено, в него включены лидеры многих политических партий. В поддержку Лингаджатских соглашений была создана новая правительственная коалиция, получившая название Sajap Kiri, включавшая Партию труда, Социалистическую партию, Народную молодёжь и Коммунистическую партию . К тому времени в Партии труда состояло около 1000 членов .
В марте 1947 года число мест в Центральном индонезийском национальном комитете было увеличено с 200 до 514. Фракция Партии труда увеличилась с 6 до 35 депутатов 
.
В январе 1948 года Sajar Kiri перешёл в оппозицию, в феврале он был преобразован в Народно-демократический фронт, в который вошла и Партия труда .

## Женская организация партии
Фронт рабочих женщин (индон. Barisan Buruh Wanita, BBW) — женская организация Партии труда, возглавлялась С.К.Тримурти (индон. S. K. Trimuti), членом руководства партии и первым индонезийским министром труда в правительстве Амира Шарифутдина .

## Прекращение деятельности партии
В конце августа 1948 года было объявлено о слиянии Партии труда с компартией, в связи с этим Сетьяджит открыто заявил, что давно симпатизировал коммунистам .
В декабре 1949 года часть членов Партии труда Индонезии, не признавшая слияния с компартией, объявила о её восстановлении под именем Партия труда (индон. Partai Buruh), её лидером стал бывший член Социалистической партии Искандар Тедьясукмана (индон. Iskandar Tedjasukmana)
.